# Политический кризис в Абхазии (2014)
С апреля по август 2014 года в Абхазии протекал внутриполитический кризис, в ходе которого с 27 мая по 1 июня произошли массовые беспорядки и захват зданий органов государственной власти в Сухуме, митинги и выступления как противников действующей власти, так и её сторонников. Президент республики Александр Анкваб в начале пошёл на диалог с протестующими, но после захвата здания администрации, в котором проводились переговоры, опасаясь за свою жизнь и здоровье, переехал на российскую военную базу, где продолжил переговоры с участием прибывших туда Владислава Суркова и Рашида Нургалиева. Какого-либо существенного прогресса на переговорах достичь не удалось.
Итогом стала отставка президента республики Александра Анкваба вместе с Кабинетом министров и проведение выборов, на которых 24 августа 2014 года победу одержал лидер оппозиции Рауль Хаджимба. Кроме того была произведена отставка глав трёх восточных районов Абхазии. Благодаря сдержанности обеих сторон конфликта, несмотря на наличие оружия у многих участников событий, огонь на поражение не открывался и жертв удалось избежать.

## Ход событий

### Начало конфликта
29 апреля 2014 года Координационный совет оппозиционных политических партий и общественных организаций, объединяющий непримиримую оппозицию под общим предводительством Рауля Хаджимбы, минуя конституционные процедуры, потребовал от президента Александра Анкваба отправить в отставку правительство Абхазии и сформировать «правительство народного доверия». Координационный совет предложил оставить за собой право выдвигать кандидата в премьеры, заявил о необходимости внесения поправок в Конституцию РА, предусматривающих передачу части полномочий президента парламенту и правительству. От Анкваба также потребовали отправить в отставку генпрокурора и глав администраций трёх районов: Очамчирского, Ткуарчальского и Гальского. Причина заключалась в том, что под руководством этих чиновников осуществлялась выдача абхазских паспортов жителям грузинской национальности, компактно проживающим в этих трёх районах на сопредельной с Грузией территории. Также, Анкваба обвиняли в растрате средств, поступающих в качестве финансовой помощи из России, и излишней авторитарности правления. Президент расценил требования оппозиции, как ультиматум.
27 мая 2014 года в Сухуме оппозиция в лице сторонников Хаджимбы заявила, что их требования были проигнорированы и организовала митинг у здания администрации президента, на котором потребовала от президента Анкваба отставки правительства Абхазии. По данным абхазского агентства «Апсны», в митинге приняли участие около 10 тыс. человек. В ходе состоявшихся переговоров, во время которых, по словам Анкваба, оппозиция постоянно шантажировала его тем, что не сможет удержать толпу, сторонам удалось добиться зыбкого компромисса, который оказался кратковременным. Однако вечером 27 мая толпа сторонников оппозиции заняла здание администрации президента Абхазии, разбив в нём стекла и сломав двери, в результате чего переговоры были прекращены. Несмотря на имевшуюся у президентской охраны возможность отразить натиск погромщиков с применением оружия, глава государства из гуманных соображений воспретил открывать огонь по бунтующим соотечественникам. Чтобы избежать кровопролития, а также иметь возможность находиться под постоянным наблюдением врачей, президент Анкваб покинул здание и уехал на территорию российской военной базы в Гудауте.
В занятом здании администрации оппозиция провела собрание координационного совета, после чего силы протестующих выдвинулись в здание государственной телерадиокомпании, где потребовали эфир. Часть людей была вооружена. Утром 28 мая Хаджимба сообщил, что оппозиционеры объявили высшей властью в Абхазии Координационный совет оппозиции. Александр Анкваб заявил, что расценивает происходящие события, как попытку силового захвата власти. Сотрудники силовых ведомств заявили о поддержке действовавшего президента. На 28 мая было назначено чрезвычайное заседание парламента для обсуждения сложившегося кризиса и поиска путей выхода из него, но заседание не состоялось по причине неявки многих депутатов — в основном на заседание пришли представители оппозиции, которые приняли обращение к народу.
Вечером 28 мая на российскую военную базу в Гудауте прилетели из Москвы для посреднической миссии помощник президента РФ Владислав Сурков и заместитель секретаря Совета безопасности РФ Рашид Нургалиев. Сурков приступил к консультациям политического характера, в рамках которых провёл встречи как с Анквабом, так и с представителями оппозиции. С посредничеством Суркова были выбраны переговорщики для урегулирования кризиса: со стороны оппозиции им стал Виталий Габния, со стороны президента — секретарь совета безопасности Нузгар Ашуба. Вскоре переговоры Суркова и Анкваба иссякли, компромисс с оппозицией через посредников удалось достичь лишь по второстепенным вопросам, например, о стабильной работе банков.

### Смена власти

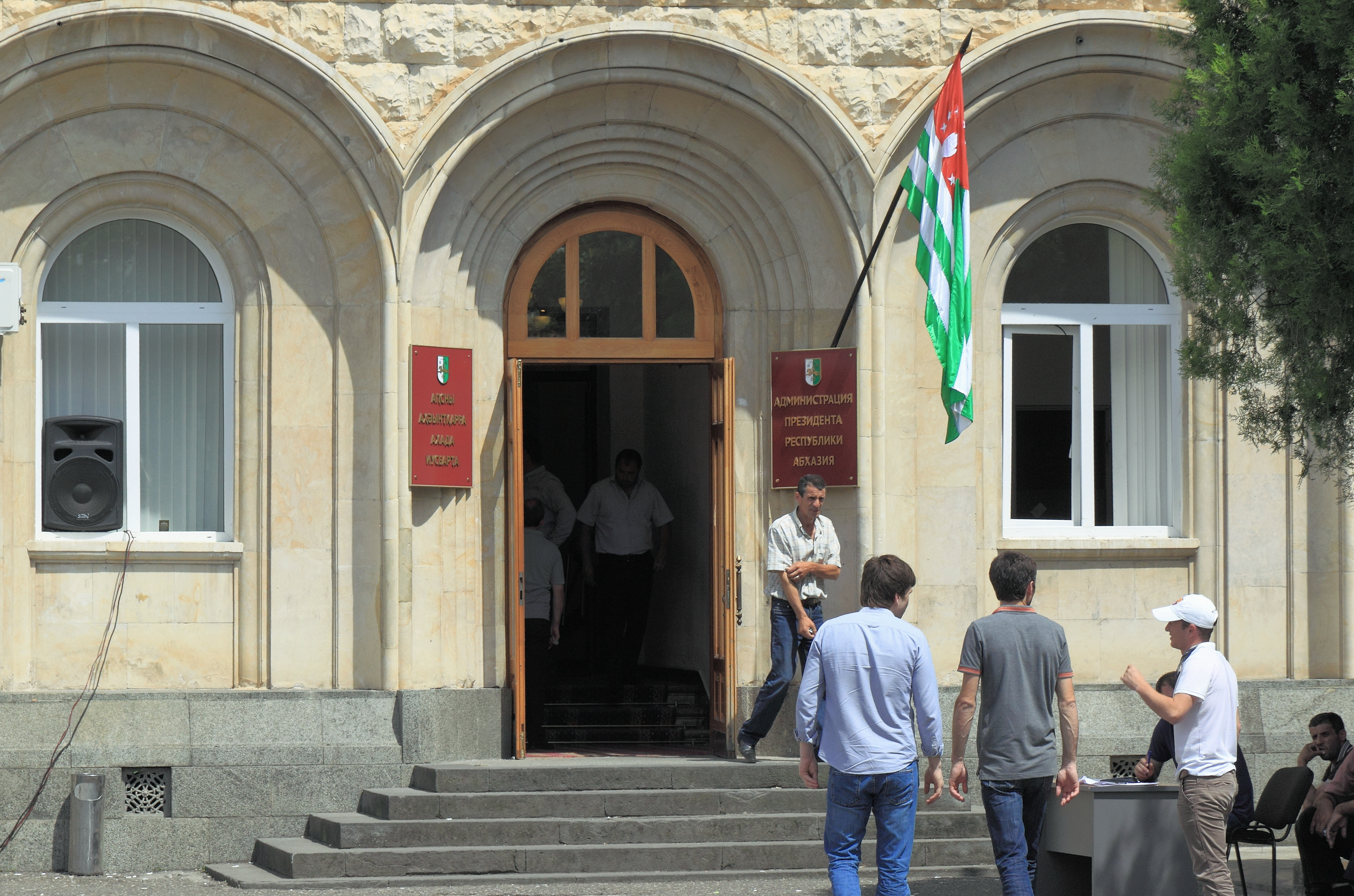
Резиденция Президента Республики Абхазия во время майских событий, 30 мая 2014

29 мая 2014 года парламент Абхазии, собравшийся в неполном составе (21 депутат из 35), узнал о безрезультатных переговорах в Гудауте, предложил Анквабу уйти в отставку и объявил вотум недоверия премьер-министру Леониду Лакербая. Анкваб оценил развернувшиеся события как «попытку силового захвата власти вооружённым путём», однако после очередного тура консультаций с Сурковым согласился на новые переговоры с оппозицией. Премьер-министр Лакербая объявил о готовности при необходимости уйти в отставку, пояснив, что ни одна должность не стоит кровопролития; однако Анкваб отказался увольнять премьера.
31 мая парламент Абхазии возложил исполнение обязанностей президента Абхазии на председателя парламента Валерия Бганбу и назначил на 24 августа 2014 года досрочные выборы президента. Анкваб счёл это нарушением конституции Абхазии, однако, 1 июня состоялась встреча Бганбы с Анквабом
, а около 17 часов по московскому времени последний, завершив консультации с абхазскими политиками и российскими посредниками, в телеобращении к народу объявил о своей отставке в целях сохранения стабильности в стране. Вместе с тем Анкваб отметил, что действия парламента не соответствовали Конституции и законам Абхазии. Своё обещание обеспечить экс-президенту Анквабу неприкосновенность и государственную охрану новые власти не сдержали. В условиях, когда две диверсионные группы готовили седьмое по счёту покушение на Анкваба, экс-президент вынужден был отбыть в Москву.
2 июня исполняющий обязанности президента Валерий Бганба отправил в отставку Генерального прокурора Республики Абхазия Сафарбея Миканбу и глав Гальского и Ткуарчальского районов, а 3 июня — двух вице-премьеров Индиру Варданию, Беслана Эшбу, а также главу Очамчирского района Мурмана Джопуа. 4 июня в отставку подали секретарь Совета безопасности Абхазии Нугзар Ашуба и глава администрации президента Беслан Кубрава, заявив, что происходящее в стране не имеет под собой законных оснований и работать дальше в такой обстановке они видят невозможным.
6 июня на заседании парламента Абхазии новым генеральным прокурором назначен бывший военный прокурор Республики Абхазия Зураб Агумава, а 12 июня были назначены новые секретарь Совета безопасности и руководитель администрации президента Республики Абхазия Автандил Гаркция и Астамур Тания. 13 июня Беслан Бутба был назначен исполняющим обязанности вице-премьера РА.
12 июня представители оппозиции выразили недоверие председателю Центральной избирательной комиссии республики Баталу Табагуа. Причиной этого стало заявление последнего, что до выборов будут допущены все граждане республики кроме тех, у кого по результатам проверки были изъяты паспорта. Хаджимба заявил, что, по его мнению, паспортные комиссии Гальского, Ткуарчальского и Очамчирского района действовали незаконно, и паспорта граждан, там считаются недействительными, пригрозив при этом сменой состава ЦИК. 16 июня члены избирательной комиссии подтвердили доверие к председателю, поэтому последний отказался уходить в отставку до истечения срока своих полномочий.
В этот же день на сайте парламента было опубликовано письмо Хаджимбы, в котором он повторял свои обвинения в адрес администрации Анкваба, также обвинив его в трусости, так как тот «испугался выйти в к собственному народу». По его словам, не было никакого захвата власти, а оппозиция пыталась выработать приемлемое для всех решение, но Анкваб отказался идти на уступки.

### Выборы нового президента
18 июня 2014 года Координационный совет оппозиции выдвинул кандидатами в президенты и вице-президенты Хаджимбу и Виталия Габнию. Движение «Амцахара» выдвинуло в президенты главу Службы государственной безопасности Абхазии Аслана Бжанию. О намерении баллотироваться заявили также бывший министр внутренних дел Леонид Дзяпшба с Леонидом Габнией в качестве кандидата на должность вице-президента. 25 июня в качестве кандидата в президенты был зарегистрирован исполняющий обязанности министра обороны Мераб Кишмария, а на следующий день был выдвинут и бывший вице-премьер Беслан Эшба. Последнему, однако, было отказано в регистрации из-за проблем со знанием абхазского языка. 14 июля председатель ЦИК Табагуа объявил, что по результатам тестирования на предмет свободного владения государственным языком зарегистрированы четыре кандидата — Аслан Бжания, Леонид Дзяпшба, Мераб Кишмария и Рауль Хаджимба.
1 июля ЦИК Абхазии исключил из базы данных более 22 тысяч избирателей, жителей грузинской национальности Ткуарчальского, Очамчирского и Гальского районов которые, по мнению оппозиции, получили абхазские паспорта незаконно. Это обеспечило Хаджимбе, не имевшему сторонников среди грузин, значительное преимущество.
20 августа во дворе дома главы ЦИК Абхазии Батала Табагуа произошёл взрыв ручной гранаты. МВД Абхазии возбудило уголовное дело по статьям «Хулиганство» и «Порча имущества», в ЦИК же инцидент назвали террористическим актом. К подобной характеристике присоединился и кандидат в президенты Аслан Бжания.
24 августа 2014 года победу на выборах президента Абхазии одержал Рауль Хаджимба, набравший 50,57 % голосов. Вице-президентом был избран Виталий Габния. Инаугурация президента состоялась 25 сентября. После инаугурации нового президента Аслан Бжания был уволен с поста председателя Службы госбезопасности, его место занял Зураб Маргания.
Рауль Хаджимба был президентом Абхазии с 25 сентября 2014 года по 12 января 2020 года, причиной его отставки стал новый политический кризис, развернувшийся по схожему сценарию.

## Международная реакция

### Россия
2 июня 2014 года, на следующий день после отставки Анкваба, министр иностранных дел России Сергей Лавров, воздержавшись от оценок конституционности происшедших в республике событий, заявил о том, что Россия рассматривает происходящее как внутреннее дело абхазского народа. То же 5 июня заявил официальный представитель МИД РФ Александр Лукашевич.
Посол Российской Федерации в Республике Абхазия Сергей Григорьев заявил, что главной задачей было избежать кровопролития. Посол отверг существование каких-либо интеграционных соглашений между РФ и Абхазией. Однако уже 24 ноября Путин и Хаджимба подписали в Сочинской резиденции президента РФ договор о союзничестве и стратегическом партнёрстве сроком на 10 лет, согласно которому Россия и Абхазия создали общее оборонное пространство и совместную группировку войск, с перспективой полной военно-политической интеграции двух государств.

### Грузия
4 сентября 2014 года постоянный представитель Грузии при ООН Каха Имнадзе подписал письмо Совету Безопасности и главе организации Пан Ги Муну с призывом к международному сообществу осудить выборы в Абхазии, как подрывающие основы международного права. Запрет на голосование грузин на абхазских выборах был расценен, как возможная угроза начала нового «геноцида грузин в Абхазии».

### Другие государства и международные организации
25 августа пресс-секретарь госдепартамента США Джен Псаки заявила о непризнании Соединёнными Штатами как самого факта досрочных выборов, так и их результатов и потребовала от России пересмотреть решение о признании Абхазии и Южной Осетии. В тот же день подобное заявление сделали генеральный секретарь НАТО Андерс Фог Расмуссен и руководитель внешнеполитической службы Евросоюза Майя Косьянчич.

## Последствия
Ряд экспертов полагают, что бумерангом политического кризиса в Абхазии 2014 года через 6 лет стал политический кризис в Абхазии 2020 года, в ходе которого толпа манифестантов снова захватила здание администрации президента в Сухуме и это привело к отставке главы государства Рауля Хаджимбы, а за массовыми протестами стояли некоторые из его политических оппонентов по событиям 2014 года.

### Комментарии
1. ↑  В мае 2014 года Анкваб перенёс второй гипертонический криз.
2. ↑  Паспорта были изъяты у 1183 человек.